# Prinses Christina
Die Prinses Christina war eine Doppelendfähre der niederländischen Reederei Provinciale Stoombootdiensten in Zeeland, die das Schiff im Fährverkehr auf der Schelde einsetzte.

## Geschichte
Die vom Bureau voor Scheepsbouw in Bloemendaal entworfene Fähre wurde unter der Baunummer 594 auf der Werft Scheepswerf en Machinefabriek „De Merwede“ gebaut. Das am 11. Juli 1966 bestellte Schiff war das erste von zwei nahezu baugleichen Fährschiffen. Die Kiellegung fand am 22. Dezember 1966, der Stapellauf am 31. Oktober 1967 statt. Am gleichen Tag wurde die Fähre auch getauft. Taufpatin war die Frau des Kommissars der Königin in der Provinz Zeeland, van Aartsen-Stap. Benannt war das Schiff nach der niederländischen Prinzessin Christina. Komplettiert wurde es auf der Werft Nieuwe Waterweg in Schiedam. Die Fähre wurde am 23. April 1968 an die Reederei Provinciale Stoombootdiensten in Zeeland übergeben. Die Baukosten beliefen sich auf 19.428.000 Gulden. Weitere 15 Millionen Gulden wurden in die Anpassung der Infrastruktur in den Fährhäfen in Kruiningen und Perkpolder investiert.
Am 4. Juni 1968 nahm die Fähre den Fährverkehr auf der Schelde zwischen Kruiningen und Perkpolder auf. Sie wurde bis 1997 auf der Strecke eingesetzt. Nachdem das Schiff im Mai 1997 durch die Prinses Juliana, die zuvor zwischen Vlissingen und Breskens verkehrte, ersetzt worden war, diente es bis 2003 als Reserve.
Die Fähre war die erste der Reederei, die über zwei Fahrzeugdecks verfügte. Dies diente der Kapazitätserweiterung auf den Fährstrecken über die Schelde infolge der in den 1960er-Jahren größer werdenden Nachfrage.
Das Schiff erwies sich als relativ windanfällig. 1970 wurde daher das Unterwasserschiff der Fähre umgebaut, um das Problem zu beheben.

## Technische Daten und Ausstattung
Der Antrieb des Schiffes erfolgte dieselelektrisch durch zwei AEG-Elektromotoren mit jeweils 6000 PS Leistung, die jeweils einen Festpropeller an beiden Enden des Schiffes antrieben. Für die Stromerzeugung standen fünf Viertakt-Achtzylinder-Dieselmotoren des Herstellers MAN (Typ: G8V30/45 ATL) mit jeweils 1700 PS zur Verfügung, die jeweils einen Generator des Herstellers AEG (Typ: G106/56) mit 1150 kVA Scheinleistung antrieben. Im Normalbetrieb wurden vier der Generatorsätze genutzt, der fünfte diente als Reserve. Die Generatorensätze wurden 1999 durch solche des Herstellers Volvo Penta ersetzt. Das Schiff war mit zwei Querstrahlsteueranlagen, je eine an den Enden, ausgestattet.
Die Stromversorgung des Bordbetriebs wurde durch vier Viertakt-Achtzylinder-Dieselmotoren des Herstellers MAN mit jeweils 296 PS sichergestellt, die vier Generatoren des Herstellers AEG mit jeweils 200 kVA Scheinleistung antrieben.
Die Fähre verfügte über zwei durchlaufende Fahrzeugdecks. Auf beiden Fahrzeugdecks zusammen standen 2500 m² zur Verfügung, 12200 m² mit vier Fahrspuren auf dem 110 Meter langen und 12,6 Meter breiten unteren Deck und 1280 m² mit sechs Fahrspuren auf dem oberen, 13,2 Meter breiten Deck. Die Fähre konnte 185 Pkw laden. 79 Pkw fanden auf dem unteren, 106 Pkw auf dem oberen Deck Platz. Auf dem unteren Deck konnten auch Lkw befördert werden. Die nutzbare Höhe des oberen Decks betrug 2,10, die des unteren Decks 4,20 Meter. Die beiden Autodecks wurden mit hydraulisch betriebenen, nach oben zu öffnenden Toren verschlossen. Die Zufahrtsbreite zu den Decks betrug 7,78 Meter. Das obere Fahrzeugdeck war an den Enden nach oben offen. Das Schiff war zunächst für 1000 Passagiere zugelassen. Später wurde die Passagierkapazität auf 600 Passagiere reduziert.
Oberhalb der Fahrzeugdecks befand sich ein Deck mit den Einrichtungen für die Passagiere, darunter zwei Salons mit jeweils 150 Sitzplätzen. Über dem Passagierdeck befand sich an beiden Enden je ein Steuerhaus. Auf dem Zwischendeck unter den Fahrzeugdecks standen Einrichtungen wie Kabinen, Aufenthaltsräume und Duschen für die bis zu 22-köpfige Schiffsbesatzung zur Verfügung, darunter befand sich der Maschinenraum.

## Verbleib des Schiffes
Im März 2003 wurde die Fähre zusammen mit der Prinses Juliana und der Prins Willem-Alexander nach Italien verkauft. Die das untere Fahrzeugdeck verschließenden Tore wurden entfernt und an beiden Enden Rampen installiert. Bis Anfang 2006 wurde das Schiff unter der Flagge Portugals als Ladies Matacena im Fährverkehr zwischen Reggio Calabria und Messina eingesetzt. Das Schiff wurde anschließend nach Portugal verchartert, kam aber nicht mehr als Fähre zum Einsatz. Im Dezember 2012 wurde es nach Aliağa in der Türkei geschleppt, wo es bis Ende Februar 2013 verschrottet wurde.